# Aviación Militar Bolivariana
La Aviación Militar Bolivariana (AMB), es uno de los cinco componentes de la Fuerza Armada Nacional Bolivariana, cuyo objetivo es resguardar el espacio aéreo de Venezuela, contribuir al mantenimiento del orden interno, participar activamente en el desarrollo del país y garantizar la integridad territorial y la soberanía de la nación.
Este componente aéreo de la FANB está conformado por una serie de unidades operativas, instalaciones y establecimientos de apoyo que tienen por objeto la defensa de los espacios aeroespaciales de la nación. Las unidades operativas de la aviación militar están representadas por los comandos, grupos y zonas aéreas, así como los escuadrones, escuadrillas y patrullas. También cuenta con una serie de edificaciones o instalaciones necesarias para desarrollar sus funciones: bases aéreas, instalaciones fijas para los institutos, centros educativos y de adiestramiento, depósitos, talleres, edificaciones logísticas, entre otras instalaciones.
Los oficiales, de tropa, técnicos y médicos cirujanos militares pertenecientes a la Aviación Militar Bolivariana, egresan de las diferentes academias, como la Academia Militar de la Aviación Bolivariana, Academia Militar de Oficiales de Tropa de Venezuela, Academia Técnica Militar Bolivariana y Academia Militar de Medicina de la Universidad Militar Bolivariana de Venezuela, mientras que los oficiales asimilados, los sargentos (tropa profesional) y tropa alistada, de las escuelas de formación.

## Historia

### Antecedentes

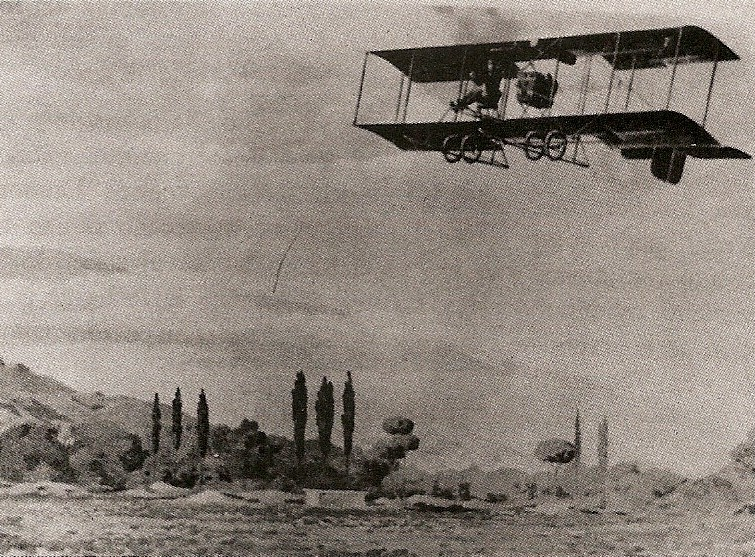
Representación del primer vuelo sobre Caracas, 1912.

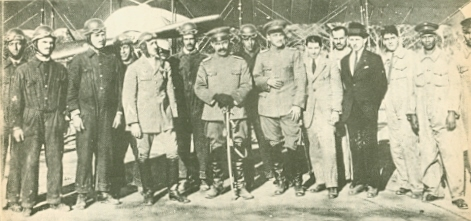
Pioneros de la Aviación Militar Venezolana junto al general Juan Vicente Gómez.

El inicio de la Fuerza Aérea Venezolana la marcó la hazaña del piloto estadounidense Frank Boland, quien con un biplano de tela y madera, motor de 60 caballos y peso de 300 kg, realizó una carrera en la pista del hipódromo El Paraíso, Caracas, el cual el domingo 29 de septiembre de 1912 realizó el Primer vuelo en Venezuela, todo ello, ante una gran multitud de personas reunidas en la pista del hipódromo El Paraíso. El rudimentario biplano voló con destino al este de la ciudad y aproximadamente a la altura de lo que hoy se conoce como el sector San Bernardino, giró de regreso, sobrevolando la zona del Calvario y dirigiéndose nuevamente a su punto de partida para nuevamente tocar tierra sin novedad alguna.
A raíz de ello, en 1913 se constituye una junta, con el objeto de recolectar fondos para la compra de un aeroplano destinado al ejército. El 17 de abril de 1920, se decreta la creación de la Escuela de Aviación Militar, y el día 10 de diciembre de ese mismo año es el acto de instalación presidido por el coronel David López Enríquez y con la participación de asesores de la firma francesa Farman Aviation Works. El Ejecutivo Nacional de esa época, preocupado por la superación y tecnificación de las Fuerzas Armadas Nacionales, contrata a la que parecía ser la más importante potencia militar y aérea de la época de la primera postguerra; la República de Francia, recibiendo no solo personal instructor y técnicos sino también material aeronáutico. Es así como las primeras aeronaves utilizadas son el Caudron G.3 monomotor (1920) y posteriormente (1922) los hidroaviones bimotores Caudron G.4 como dotación de la Base- Escuela de Aviación Marítima de Punta Palmita en el Lago de Valencia. A esta dotación se le suma un Curtiss estadounidense, un Macchi italiano de 110 HP, un Salmson italiano de 220 HP, y dos hidroaviones Farman F.40 de 130 HP. Durante esta etapa inicial, la aviación venezolana recibe el aporte y experiencia de tres misiones aeronáuticas, la "Francesa" (de 1921 a 1929) y la "Alemana" (1930 a 1933) quienes traen los hidroaviones Junkers uno de los cuales, el "Bolívar" es utilizado para cumplir la primera misión de navegación aérea internacional en el raid Maracay-Maracaibo-Santa Marta (Colombia), al conmemorarse el Centenario de la muerte del Libertador Simón Bolívar (17 de diciembre de 1930). El as de la Primera Guerra Mundial Carlos Meyer Baldo es designado en 1931 como subinspector e instructor, además se le reconoció el rango militar de teniente obtenido en Alemania.

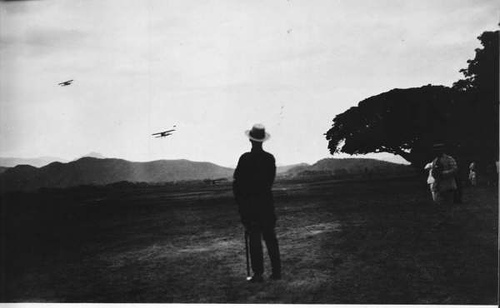
Gómez observa un aeroplano en Maracay, 1930.

Más adelante, llega la Misión Aeronáutica Italiana (1938-1940) constituida por el teniente coronel Ivo de Bittembeschi como instructor de bombardeo y el mayor Oscar Molinari, como instructor de caza, quienes dan un significativo impulso a estas dos especialidades dentro de la incipiente tecnificación de la Aviación Militar Venezolana.

### Fundación y oficialización
Con la muerte del Presidente de la República en 1935, el general Juan Vicente Gómez, comienzan a producirse diferentes cambios en el país los cuales eran acompañados por diferentes manifestaciones a nivel nacional. Este espacio de transición daría inicio en 1937 con el final del periodo dictatorial, teniendo gran relevancia con el golpe militar de 1945 el cual es producto de la búsqueda de reformas para el país por parte de la población. Por otra parte, el campo de la Aviación Militar Nacional también sería producto de reformas cuando el 13 de febrero de 1944, arriba al país la primera misión militar aeronáutica estadounidense con el propósito de realizar una inspección del personal, equipos e instalaciones aeronáuticas, motivado a que el inventario aéreo mundial había sufrido un deterioro notable por falta de repuestos y partes aeronáuticas como resultado de la Segunda Guerra Mundial. Dichas misiones se encargaron de develar el estado de la Aviación Militar Venezolana en materia de organización e infraestructura, es por ello que la misma sufriría una reorganización en sus operaciones y esquematización interna para buscar una mayor solidez en la institución y sobre todo, mantenerla a la vanguardia. Su reorganización estaría marcada por la creación del Servicio de Aeronáutica adscrito a la Dirección General de Aviación y a su vez, al despacho de Guerra y Marina.
Con el golpe militar de 1945 se logra instaurar una Junta Militar de Gobierno, la cual el 22 de junio de 1946 se encargaría de emitir el Decreto de Ley N.º 349 mediante el cual se crean las Fuerzas Aéreas Venezolanas, dándosele el rango y condición semejante a la que tenía el Ejército dentro de las Fuerzas Armadas Militares del país, considerándose esta fecha como la estelar de la Fuerza Aérea Venezolana (FAV). De esta forma, comenzaría a celebrarse a partir de ese mismo año el '"Día de la Fuerza Aérea Venezolana", acto realizado en el campo de aviación de Maracay ante diferentes personalidades gubernamentales y civiles. El ministro de defensa para ese periodo gubernamental, el teniente coronel Carlos Delgado Chalbaud, se encarga de proclamar el 10 de octubre de 1947 el Resuelto Ministerial N.º 342 del Ejecutivo Nacional donde se reorganizan las recientemente creadas Fuerzas Aéreas Venezolanas, especificando el plan primario de esquematización para dicha institución, quedando reorganizada de la siguiente manera: Comandancia de las Fuerzas Aéreas, Estado Mayor Aéreo con cuatro secciones, Unidades Tácticas organizadas en Grupos, Escuadrones y Escuadrillas, Dirección de los Servicios de Aeronáutica con siete Servicios adscritos, Bases Aéreas de Primera, Segunda y Tercera Clases, Institutos Aeronáuticos Docentes, y Cuerpos de Infantería de Aviación.
El año de 1947 sería uno de los más importantes en la historia de la aviación militar del país, ya que en él se organiza por primera vez la figura Comandancia General, se designa el primer comandante general de la Aviación, el Mayor Félix Román Moreno, su primera sede fueron el cuartel N.º 50 donde funcionaba la Dirección General de Aviación, se crean los Servicios Técnicos de Meteorología y Comunicaciones, Sanidad Aeronáutica, y se activa la Base Aérea de La Carlota, en Caracas. En octubre de 1952, a tan solo un año de su entrada en servicio con la Fuerza Aérea Venezolana ordenó los primeros seis Canberra B.Mk.2, el primero de los cuales llegó al país en 1953. De esta forma, la Aviación Militar Venezolana pasaría a ser una institución de mayor organización y con los años, de gran jerarquía en territorio latinoamericano con respecto a otros países. De igual forma, su mejor esquematización facilitaría la llegada y mantenimiento de nuevos equipos de vuelo, el desarrollo de los mismos durante los años siguientes, la creación de escuadrones de reconocimiento y salvamento, escuadrones de paracaidismo, entre otros aspectos.

### Década de 1950: nacimiento de la aviación
Durante los años cincuenta, la ahora Fuerza Aérea Venezolana hizo posible la modernización adquiriendo los más actualizados aviones de combate de reacción y así sucesivamente pasaron a su inventario: aviones ingleses cazabombarderos “Vampiro”, bombarderos “Venom”, los cazabombarderos North American F-86F “Sabre Jet” y los bombarderos Canberras. Esta dotación de material aéreo le permitió a Venezuela estar a la cabeza del resto de los países latinoamericanos, lógicamente ser la pionera en esa época de estos adelantos tecnológicos. En este mismo tiempo también se reciben helicópteros Bell 47G y 47L; helicópteros Sikorsky S-51 Y S-55 Y aviones de entrenamiento primario Mentor T-34. En la década de los sesenta se incorporan los interceptores North American F-86K, helicópteros Alouette III, aviones de enlace Cessna 182; aviones ingleses de entrenamiento a reacción Jet Provost T-52.
El empuje del progreso llama otra vez a modernizarse, en el periodo de mil novecientos sesenta hasta la actualidad, la Aviación Militar comienza su proceso de desconcentración y descentralización de sus medios operacionales. De esta manera, se activan las Bases Aéreas Tte. Landaeta Gil en Barquisimeto (1964), Tte. Luis del Valle García en Barcelona (1965), Generalísimo Francisco de Miranda en Caracas (1966), General Rafael Urdaneta en Maracaibo (1971), mayor Buenaventura Vivas Guerrero en Santo Domingo Táchira(1972), Base Aérea Militar Capitán Manuel Ríos Guárico (1973), Tcnel. Teófilo Luis Méndez en Puerto Ordaz (1979) y el general José Antonio Páez en Puerto Ayacucho (1980), que sirven de soporte logístico-operacional a los sistemas de armas que proporcionan la vigilancia aérea del espacio territorial y marítimo de la República.

### El Porteñazo

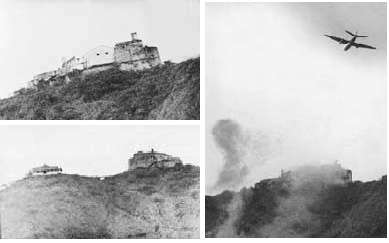
Avión Canberra de la Fuerza Aérea bombardeando el Fortín Solano.

En el amanecer del día 2 de junio de 1962, se produce una sublevación en la base naval de Puerto Cabello, estado Carabobo. Tan pronto el gobierno nacional se entera del intento de golpe, cerca del mediodía, los destructores ARV Almirante Clemente, ARV General Morán y ARV Zulia ya fuera de la rada de la base naval, iniciaron el bombardeo de las instalaciones de la infantería de marina del batallón General Rafael Urdaneta, destruyendo las barracas. Más tarde se ordena el ataque de bombarderos de la Fuerza Aérea y efectivos del Ejército rodean la ciudad portuaria, produciéndose el combate frontal entre las fuerzas insurrectas del batallón de infantería de marina General Rafael Urdaneta.
Finalmente, el día 3 de junio, el Ministerio de Relaciones Interiores anunció que desde el amanecer, las Fuerzas Armadas leales al gobierno habían puesto fin a la rebelión con un saldo de más de 400 muertos y 700 heridos. Tres días después, luego de ser capturados los jefes del alzamiento, cae el último reducto de los insurrectos, el Fortín Solano ubicado en Cresta del Vigía, después de un intenso bombardeo de la Fuerza Aérea.

### Década de 1970: modernización general
Durante los setenta, la FAV durante el primer gobierno de Rafael Caldera (1969-1974) llevaron a cabo un proceso de modernización a gran escala de todo material aéreo existente, con esto, la capacidad logística y operativa se fortalece aún más, poco después, la Comandancia General de la Aviación, ubicó su sede en la Base Aérea “Generalísimo Francisco de Miranda”, el 5 de diciembre de 1970, ubicación que tiene en la actualidad. Es entonces, en los años setenta, que la FAV se enarbola como una de las fuerzas aéreas más importantes del hemisferio. Su inventario se carga de aviones de transporte táctico Lockheed C-130H “Hércules”, aviones de caza franceses Mirage IIIE, 5V y 5DV; aviones de caza canadienses CF-5A y CF-5B; aviones de contrainsurgencia Bronco OV-10E, aviones de entrenamiento avanzado Rockwell Buckeye T-2D; helicópteros norteamericanos Bell UH-1D y UH-1.

### Década de 1980: adquisiciones importantes y escaramuzas fronterizas

#### F-16 en Venezuela
En la década de 1980, Venezuela comenzó la adquisición de nuevos aviones de combate y la modernización de los ya existentes. La FAV buscaba adquirir un avión de combate para su flota de combate. Entre los candidatos escogidos, estaban el IAI Kfir de Israel, el Dassault Mirage 2000 de Francia y el General Dynamics F-16 Fighting Falcon de Estados Unidos. Pese a la familiarización de los venezolanos con los cazas de ala Delta, el F-16 fue escogido para ser el nuevo caza de la FAV.
Inicialmente, se ofreció la variante degradada F-16/79 (variante degradada de exportación con motor J79 del F-4 Phantom) en 1981, el cual fue rechazado por Venezuela, en favor de la versión F-16A/B estándar. La compra se realizó bajo la amenaza que representaban los aviones de combate MiG-21 y MiG-23 de Cuba (enemigo político de Venezuela en aquel entonces) como un contrapeso de estos aviones de la DAAFAR, sumado a la posible entrega de aviones MiG-21MF a la Nicaragua Sandinista que amenazaran el Canal de Panamá, la presencia cubano-soviética en algunas islas importantes del Caribe condujeron a la administración de Ronald Reagan a permitir la venta de F-16 con motores F-100 (planta motriz original del avión) a Venezuela. Inicialmente, Venezuela busca adquirir 72 aeronaves para su inventario, sin embargo, la cantidad se redujo a solo 24. las versiones se dividieron en 18 monoplazas A y 6 biplazas B, por lo cual, se creó el Grupo Aéreo de Combate Nro. 16 "Dragones", que serían encargados de operar el caza

#### Incidente de la Corbeta Caldas
Temprano en la mañana del 9 de agosto de 1987, la corbeta Caldas de la Armada de Colombia fue detectada en aguas territoriales venezolanas en el Golfo de Venezuela. A las 6 horas el Ministerio de Defensa en Caracas ordena el despegue de dos aviones F-16 que sobrevuelan a baja altura por unos 15 minutos el navío de combate colombiano. La corbeta colombiana permanece varios días en aguas territoriales venezolanas que Colombia reclama como parte de su territorio. El 18 de agosto, la situación se torna más tensa cuando hacen presencia dos patrulleros venezolanos que se acercan al buque enemigo. Dos aviones F-16 hacen pasadas rasantes al buque colombiano poniendo acentuando más las tensiones ya existentes. Los aviones estaban armados con bombas de caída libre Mark 82 retardada por paracaídas, debido a la experiencia de los aviones de combate A-4, Mirage III y Dagger argentinos en las Malvinas era poco probable que estas hubieran dado en el blanco, más la corbeta colombiana representaba un blanco demasiado pequeño si se comparaba con una fragata o destructor. Desde ese incidente, la frontera de ambos países se ha registrados más de 100 incidentes armados entre ambos países hasta la fecha.

#### Modernización de los Mirage venezolanos
A raíz de la crisis con Colombia, la FAV inicio una extensa modernización de sus aviones de combate Mirage IIIEV y Mirage 5V. Por un monto de 300 millones de dólares se inició la modernización con el fin de llevar a los aviones a la par de los F-16. La modernización consistió principalmente en adicionar nuevos sistemas de navegación, armas y aerodinámica; los motores Snecma ATAR 9C originales se cambiaron por los más potentes ATAR 9K-50, con la ventaja adicional de que esta última versión tiene un menor consumo de combustible, se incorporó a cada aeronave una sonda de reaprovisionamiento, lo que le confiere una capacidad ilimitada de vuelo, se le agregaron aletas canard detrás de la cabina, para mejorar la maniobrabilidad de la aeronave a baja altura.
Aun con esto la parte más importante de la modernización fue la incorporación del radar multimodo CSF Cyrano IVM 3 en combinación con un nuevo HUD, al mismo tiempo fueron puestos al día los sistemas de transmisión de datos y también sistemas de contramedidas electrónicas (ECM), siendo integrados los misiles aire-aire Magic II y los AM-39 Exocet. Asimismo, el Mirage 50 cuenta, al igual que el F-16, de la tecnología Hotas (Hand On Throtle And Stick, Manos en el acelerador y en la palanca de mando), que permite al piloto maniobrar y escoger las armas necesarias para su misión, sin dejar de mirar a través del presentador frontal de datos o HUD. Las primeras aeronaves Mirage 50EV (la V es por Venezuela) fueron entregados a finales de octubre de 1990. El último lote de Mirage 50EV fue ensamblado por personal técnico del grupo, lo que generó un importante ahorro de divisas para la Fuerza Aérea, así mismo el personal ha realizado diversas modificaciones al avión con lo cual ha mejorado su rendimiento.

### Década de 1990: enfrentamientos internos y proyectos inconclusos

#### Segundo intento de golpe de Estado
La Fuerza Aérea Venezolana cambió desde los hechos del 27 de noviembre de 1992, fecha que constituyó una prolongación directa del 4 de febrero de 1992, al intentarse por segunda vez un golpe de Estado contra el presidente Carlos Andrés Pérez. Las ciudades de Caracas y Maracay fueron los escenarios de la intentona golpista, en los cuales se bombardeó el Palacio de Miraflores y otros puntos, lo cual se saldó con decenas de víctimas mortales. Durante su presidencia, Hugo Chávez mediante el Decreto N.º 7102, de fecha 10 de diciembre de 2009, designa el 27 de noviembre como día de la Aviación Militar Bolivariana.

### Década de 2000: Cambio de nombre y adquisiciones novedosas

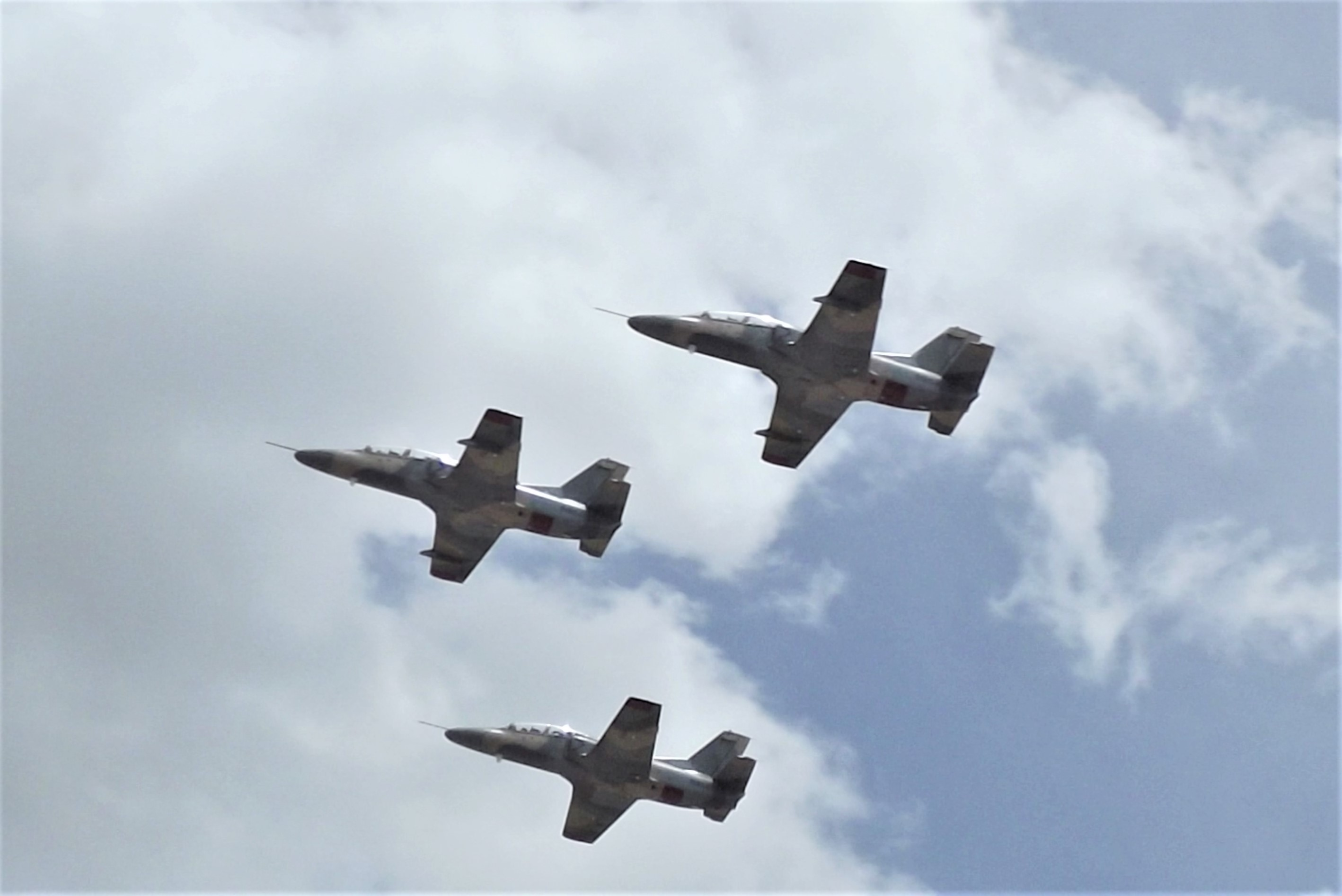
Aviones Hongdu K-8W Karakorum Grupo Aéreo de Caza N. º12

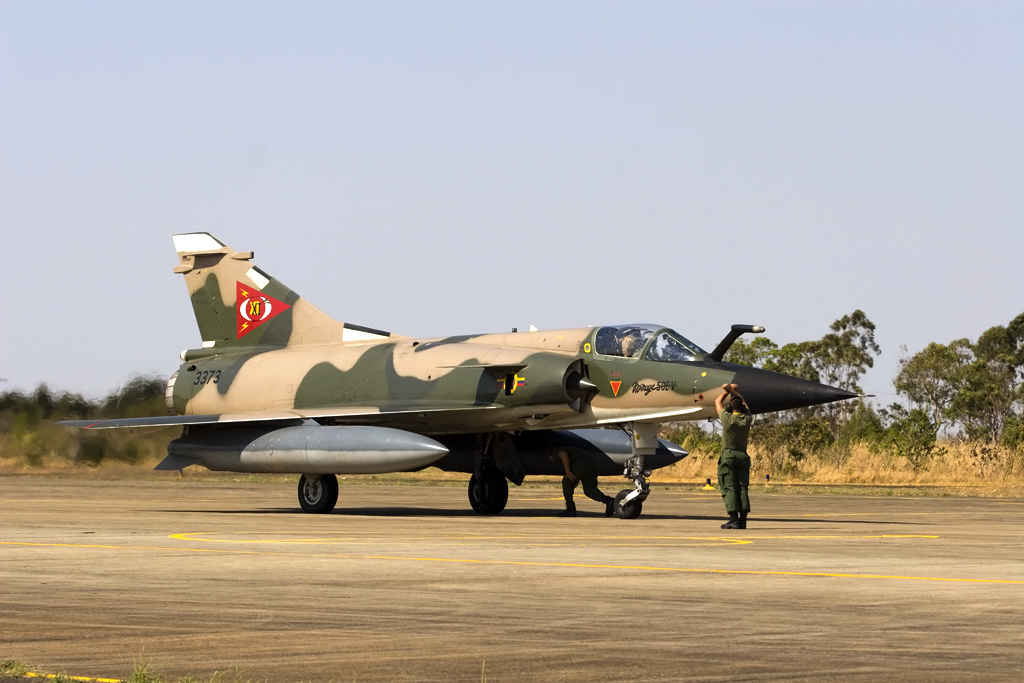
Mirage 50EV de la FAV en el 2005

En el siglo XXI, a la Fuerza Aérea de Venezuela se le asigna el nombre de Aviación Militar Bolivariana, como resultado de la integración de la nueva Fuerza Armada Nacional Bolivariana, sigue asumiendo el reto en pro de mejorar y modernizar sus sistemas de armas, como es el caso de la reciente adquisición de los modernos cazas de superioridad aérea Su-30MK2, fortaleciendo la flota de la cazas F-16; los Y-8 para transporte táctico incrementando la capacidad del C-130H; los helicópteros Mi-17, se incorporan a la flota de Súper Pumas y Cougars existentes; y los aviones de entrenamiento K-8W, además de los Diamond DA-40 y 42 para la formación de pilotos militares, Durante este período se decreta por orden del presidente Hugo Chávez el 27 de noviembre fecha aniversaria de la nueva Aviación Militar Bolivariana.
Con la llegada del presidente Hugo Chávez a la presidencia, se vivió un acercamiento más grande con Rusia, en 2001, con la intención de buscar un reemplazo para el Mirage-50EV, una delegación de la empresa Mikoyan, envió a dos aviones de combate MiG-29M2 para ser evaluados por el entonces FAV, sin embargo. A pesar de las buenas prestaciones que presentaba el avión, el contrato que se esperaba que fuese de al menos de 24 a 48 aviones no prosperó, ya que se buscaba realizar la modernización de los F-16 con Israel, el avión sería nuevamente ofrecido a la venta en los años de 2010, 2012 y 2013, sin ningún resultado, a pesar de esto, la empresa ruso empezó a ofrecer su nuevo MiG-35 a la ahora AMB, esto despertar el interés de los altos mandos de la fuerza aérea, pero a pesar de esto, la posibilidad de los MiGs fuesen adquiridos, queda muy en duda, puesto que el interés de adquisición, se inclinó por el nuevo caza de superioridad aérea ruso Sukhoi Su-35, del cual se envió una solicitud de adquisición en los inicios de 2012, pero debido a que la producción de exportación del avión no había comenzado y se denegó tal compra, aun así se sabe de la insistencia y compra del Su-35 por parte de la AMB, siendo el más citado para reemplazar al F-16 del servicio en Venezuela.

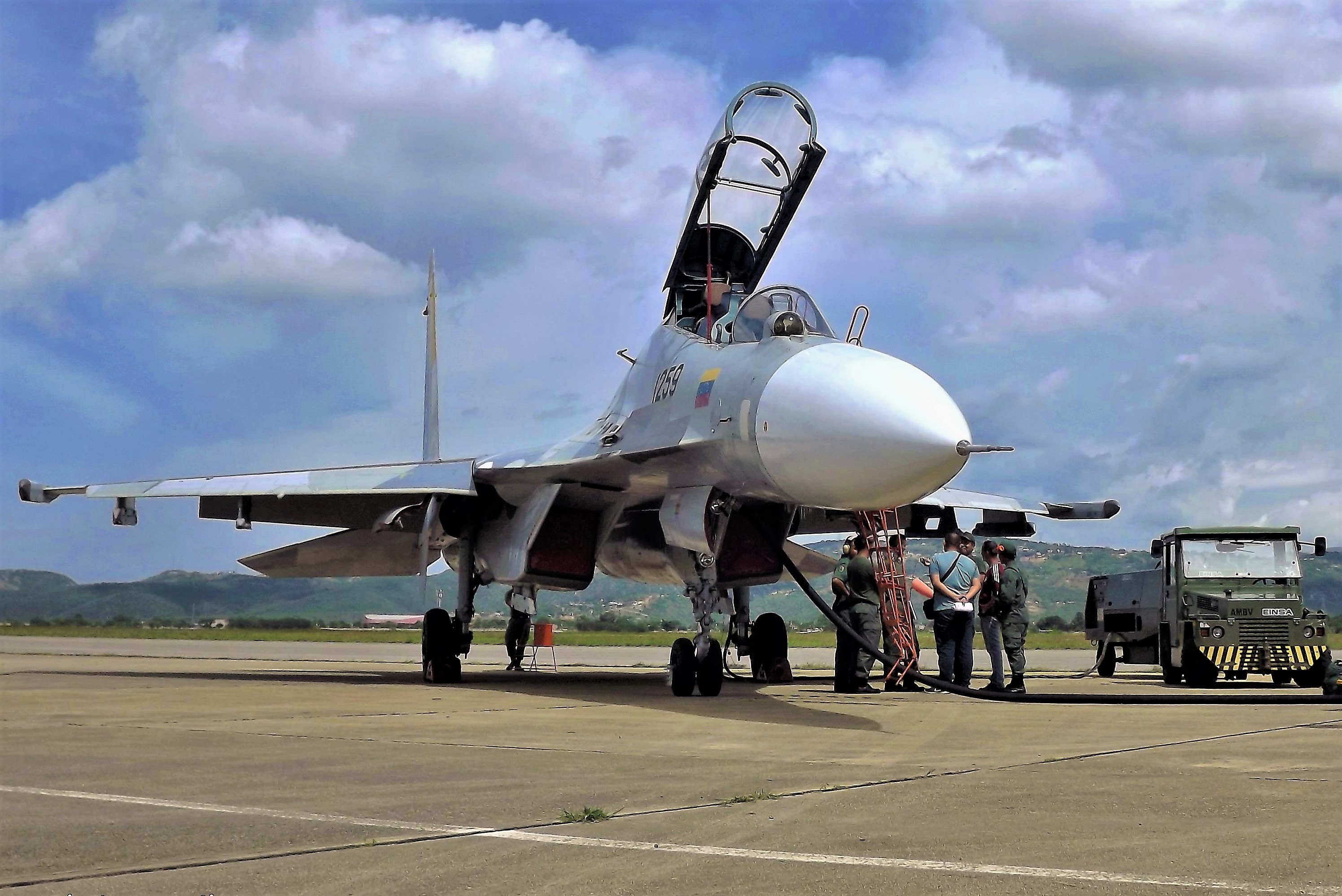
Vista frontal de un Sukhoi Su-30MK2 de la Aviación Militar Bolivariana.

Desde 2006, la Aviación Militar ha adquirido varias aeronaves, siendo el más notable el Sukhoi Su-30MK2. Llegan a territorio nacional a partir de diciembre de 2006 los primeros de un lote de 24 unidades, presentados posteriormente en los actos oficiales del 86° aniversario de la Aviación Militar Venezolana. Por otra parte, con la llegada de estos nuevos aviones se reactivó el Grupo Aéreo de Caza N.º 13 llamado "Libertador Simón Bolívar", con sede en la Base Aérea de Barcelona, estado Anzoátegui. Más adelante, seis de estos ejemplares sustituirían los últimos Mirage que aún estaban en servicio, formando parte del Grupo Aéreo de Caza N.º 11 llamado "Diablos". Entre los años 2009 y 2010 se realizó la compra por parte del ejecutivo nacional de una flota de entrenadores avanzados Hongdu JL-8 en su variante K-8W, que sustituiría a los anticuados VF-5 Freedom Fighters de forma leve, siendo que hasta el día de hoy no ha habido un reemplazo oficial para este sistema.

### Década de 2010: crisis nacional
Durante los siguientes años se empezó a recibir nuevos aparatos que fueron a llenar la retirada de algunos antiguos sistemas aeronáuticos, entre algunos aviones se encuentran los aviones de transporte chinos Y-8 que reemplazaron a los aviones italianos G-222, para el año 2015 se esperaba también la entrega de los aviones entrenadores avanzados Hongdu L-15 que reemplazarían a los T2-D la cual concluye su misión y no se hizo entrega de las aeronaves debido a la difícil situación económica que atraviesa el país, para ese entonces la misión estaba a cargo por la ministra de Defensa Carmen Meléndez Rivas, además, de la construcción del centro de mantenimiento de helicópteros y junto con varios proyectos llevados a cabo por la AMB.
El 22 de junio de 2017, durante las protestas a nivel nacional ese año, el estudiante graduado en enfermería David Vallenilla se encontraba en una protesta en la autopista Francisco Fajardo, en Caracas, cuando un efectivo militar de la Aviación le dispara con una escopeta desde el interior de la base aérea La Carlota. Vallenilla resulta herido a nivel del tórax y es trasladado a la clínica El Ávila, donde ingresa sin signos vitales a los 22 años de edad.
En el año de 2018, con los acuerdos de cooperación con Rusia y China varias delegaciones de los respectivos países llegaron al país, en diciembre dos bombarderos estratégicos Tu-160, tales bombarderos fueron escoltados por cazas venezolanos F-16 al aeropuerto Internacional de Maiquetía, y donde también se encontraban dos aviones de transporte, An-124-100 y Il-62 llegaron al país, con la misión de realizar diferentes tipos de ejercicios aéreos con la AMB, durante este tiempo, los ejercicios estuvieron muy llenos de controversia, por la llegada por tercera vez en cinco años, de estos bombarderos rusos al país. A pesar de esto, el ministro de la Defensa, Vladimir Padrino López, dio una aclaratoria sobre la estancia de los bombarderos en suelo venezolano, después de una estancia de solo 6 días, volvieron a Rusia en un vuelo de regreso de más de 12000kms.
También con el estrechamiento de las relaciones con China, una delegación llegó al país asiático para estudiar las adquisiciones de nuevos aparatos, entre los aviones citados se encuentran el avión de transporte Shaanxi Y-9 y el caza ligero JF-17, que según algunos oficiales, vendrían a ser el reemplazo de los C-130 y F-16 respectivamente, sistemas que a día de hoy, presentan problemas en su mantenimiento por falta de recambios, debido a la falta de repuestos producido por el embargo de armas impuesto por parte de Estados Unidos al país.

## Equipamiento
| Bandera de Rusia |
| Sukhoi Su-30     |

| Bandera de Estados Unidos |
| F-16 Fighting Falcon      |

| Bandera de la República Popular China |
| Hongdu K-8 Karakorum                  |

| Bandera de Estados Unidos |
| Lockheed C-130 Hercules   |

| Bandera de la República Popular China |
| Shaanxi Y-8                           |

| Bandera de Rusia |
| S-300VM          |

| Bandera de Rusia |
| 9K37 «Buk»       |

| Bandera de Francia       |
| Eurocopter AS 532 Cougar |

| Bandera de Irán      |
| Mohajer2/CAVIM (UAV) |

## Símbolos

### Himno
El himno de la Aviación Militar Bolivariana fue compuesto por el profesor Gabriel Torres Pulgar, y la música es autoría del profesor Carlos Bonnet.
- Wikisource contiene obras originales de o sobre Aviación Militar Bolivariana.

### Escudo
El Escudo de Armas de la Aviación Militar Bolivariana. Presenta un contorno de tipo germánico derivado del blasón de la Escuela de Aviación Militar Bolivariana, el más antiguo de la institución. Su campo simple o de un solo cuartel en azur (Azul) con bordura de oro presenta la "Corona Alada de la Aviación Militar Bolivariana" conformada por el campo del Escudo de Armas de la República con alas circundando sus flancos y sosteniendo la Escarapela Nacional en la parte superior. Sobre la corona aparecen ocho estrellas de plata colocadas en arco. La cimera es un gallardete celeste y oro (Amarillo) que carga la voz de guerra "AVIACIÓN MILITAR BOLIVARIANA", nombre de la organización y su divisa inscrita en latín "SPATIUM SUPERANUS PALATINUS" (Paladín del Espacio Soberano) aparece en otro gallardete con los mismos colores bajo el escudo.
En términos heráldicos, este blasón queda calificado como "Armas Parlantes" debido a que expresa en sí mismo directamente lo que representa: la Fuerza Aérea Venezolana, a través de la Corona Alada de la Aviación Militar Bolivariana. Las estrellas recuerdan aquellas que aparecen en la bandera nacional. El campo de azul representa el ámbito de dominio de la organización: El cielo y el espacio ultraterrestre de Venezuela. Los gallardetes son expresión de la reafirmación de la identidad e ideales sobre los que se fundamenta la organización.

### Escarapela
La escarapela Nacional es la divisa compuesta de cintas con los colores de la bandera, fruncidas formando una circunferencia alrededor de un punto. Fue adoptado en el pasado como insignia militar y es utilizado hoy, de manera pictórica, en los distintos estamentos castrenses como distintivo para indicar la nacionalidad de equipos y sistemas.
Esta rescata los tres círculos concéntricos originarios y elimina la cinta tricolor horizontal. Para situarlo en la escala temporal actual, se introduce medio arco de 8 estrellas en el anillo central (correspondiente al color azul) que lo hace inconfundible ante otras escarapelas similares a nivel internacional.
Fue concebida en dos configuraciones según su empleo. A saber: En baja visibilidad para unidades de combate y en alto contraste para unidades administrativas. En los casos específicos de medios aéreos, su simétrico opuesto es el acrónimo FANB como claro mensaje de la unidad como una sola Fuerza Armada Nacional Bolivariana.

### Patrón
Nuestra Señora de Loreto, es la Patrona de la Aviación Militar Bolivariana. Reza la tradición que en el año de 1291, cuando los cruzados evacuaron el puerto de Acre y por consiguiente abandonaron Tierra Santa, la Santa Casa de la Virgen fue transportada mediante "ministerio angélico", es decir, por medio de los ángeles, desde Nazaret a Iliria, para que tres años más tarde fuera trasladada definitivamente hasta el "Monte de los Laureles" en el territorio del recanato en Loreto, Italia. Tomando en cuenta la "Tradición del Traslado Angélico", los pilotos y técnicos, especialmente italianos, la adoptaron como Patrona desde el nacimiento mismo de la Aviación y tal fue la fuerza que cobró su devoción que el Papa Benedicto XV la proclama "Patrona de la Aviación Universal". En atención al fervor que alienta en los corazones de la Aviación Militar Bolivariana y como resultado de diversas gestiones realizadas oportunamente ante la Santa Sede, es declarada "Patrona de la Fuerza Aérea Venezolana" mediante rescripto oficial de la Congregación para el Culto Divino en la Ciudad del Vaticano, el 10 de diciembre de 1985.

## Organización
La Fuerza Aérea Venezolana está conformada por una serie de comandos que coadyuvan en la labor de este componente, los cuales son:
- 1. Comando General: Es el órgano superior de mando de la Aviación Militar Venezolana. Su titular es el comandante general de la Aviación, quien tiene como misión: “Dirigir y supervisar todas las funciones de la aviación a fin de dar cumplimiento a la misión asignada por las leyes de la República.
- 2. Estado Mayor General: Es el organismo de asesoramiento del comandante general de la Aviación, para la planificación de las acciones tendientes a garantizar el cumplimiento de la misión y para el desarrollo de la organización. Su titular es jefe del Estado Mayor General y segundo comandante de la Aviación.
- 3. Inspectoría General: Es el organismo superior de inspección e investigación para asistir al comandante general de la Aviación en la supervisión y evaluación de todas las actividades de la Aviación. Su titular es el inspector general de la Aviación.
- 4. Comando Aéreo de Operaciones: Es el órgano superior de ejecución de los planes y programas emanados del Escalón Superior en el ámbito de las Operaciones Aéreas.
- 5. Comando Aéreo de Personal: Es el órgano superior de ejecución de los planes y programas, inherentes a la administración del recurso humano, emanados del Escalón Superior.
- 6. Comando Aéreo Logístico: Es el órgano superior de ejecución de los planes y programas, relacionados con los procesos logísticos de la institución, emanados del Escalón Superior.
- 7. Comando Aéreo de Educación: Es el órgano superior de ejecución de los planes y programas, inherentes a los procesos educativos del recurso humano, emanados del Escalón Superior.
- 8. Dirección de Planificación Estratégica: Dirigir el proceso de planificación, desarrollo y control de la Aviación Militar Bolivariana, de acuerdo con los lineamientos del comandante general, con el fin de garantizar el cumplimiento de los planes y proyectos de desarrollo del componente aéreo.
- 9. Dirección de Inteligencia Aeroespacial: Es el órgano superior que se encarga de obtener y procesar información, para elaborar y diseminar productos de inteligencia útiles para apoyar el empleo del poder Aeroespacial.
- 10. Dirección Aérea de Tecnología: Es el órgano superior encargado de administrar, desarrollar, mantener y supervisar las tecnologías de información y comunicaciones (TIC´S).
- 11. Dirección del Régimen Especial de Seguridad: Es el órgano superior de establecer un sistema de regulaciones y medidas organizativas, educativas, de seguridad física, tecnológica y de control que se establecen e implantan para garantizar la seguridad, manejo y protección de la información oficial; así como, el régimen de seguridad de las unidades militares y dependencias administrativas de la Fuerza Armada Nacional Bolivariana.
- 12. Dirección de Participación Activa en el Desarrollo Nacional.

### Grupos aéreos
| Escudo | Nombre                                                        | Notas |
| ------ | ------------------------------------------------------------- | --- |
|        | Grupo Aéreo Presidencial N.º 4                                | El Grupo Aéreo Presidencial N.º 4 fue creado el día 10 de octubre de 1980, por resolución del Ministerio de la Defensa, dependiendo de la Comandancia General de la Fuerza Aérea Venezolana, teniendo inicialmente sus instalaciones en el comando de la base. Más tarde, en el mes de junio de 1981, se traslada a su sede actual. |
|        | Grupo Aéreo de Transporte Administrativo N.º 5                | El Grupo Aéreo de Transporte N.º 5, (GAT5) es una de las unidades operativas de la Aviación Militar Bolivariana. Tiene como misión Realizar operaciones de transporte aéreo y reconocimiento, a fin de contribuir al cumplimiento de la misión de la Aviación Militar Venezolana, así como también en apoyo a instituciones públicas y privadas cuando sean ordenadas por el escalón superior, y como función más resaltante, se encuentra programar y ejecutar misiones de aeroambulancia, transporte aéreo, reconocimiento visual, fotográfico y electrónico.                                                                       |
|        | Grupo Aéreo de Transporte N.º 6                               | Son innumerables las misiones cumplidas por el Grupo Aéreo de Transporte N.º 6, desde que el 27 de julio de 1961 naciera esta unidad. Su lema es: "Todo tiempo, todo lugar". |
|        | Grupo Aéreo de Entrenamiento de Vuelo Instrumental N.º 7      | Es un Grupo que se encarga de impartir la instrucción y entrenamiento del vuelo instrumental simulado al personal de pilotos, su lema "Adiestrar para la Adversidad" |
|        | Grupo Aéreo de Inteligencia Vigilancia y Reconocimiento N.º 8 | El Grupo Aéreo N.º 8 siempre esta en constante evolución, en pro de contar con el personal calificado y los equipos en óptimo estado para detectar amenazas invisibles prestos siempre a la seguridad y defensa de la nación. |
|        | Grupo Aéreo de Transporte N.º 9                               | Su consigna dicta "Nuestro Norte es el Sur", es por ello que desde la creación del Grupo Aéreo de Transporte N.º 9, se ha dedicado a atender las necesidades de los pueblos originarios que habitan en una extensa región que representa casi el 60 % de la superficie terrestre del país, específicamente en los estados Amazonas, Bolívar, Delta Amacuro y sur de Apure. |
|        | Grupo Aéreo de Operaciones Especiales N.º 10                  | El Grupo Aéreo de Operaciones Especiales N.º 10 realiza operaciones aéreas de apoyo y especiales, a fin de contribuir al cumplimiento de la misión del componente aviación y de los demás componentes de la Fuerza Armada Nacional, así como también en apoyo a instituciones públicas y privadas cuando sean ordenadas por el escalón superior. |
|        | Grupo Aéreo de Caza N.º 11                                    | El Grupo Aéreo de Caza N.º 11, está integrado por hombres y mujeres que operan la punta de lanza de la Aviación Militar Venezolana. Su tarea consiste en mantener y preservar la soberanía del espacio aéreo venezolano. Su lema es "vencer o morir". |
|        | Grupo Aéreo de Caza N.º 12                                    | El 27 de julio de 1961, la Fuerza Aérea Venezolana inicia su reorganización con la creación del Grupo Aéreo de Caza N.º 12. Estaba compuesto por los tres escuadrones de caza existentes para la época. |
|        | Grupo Aéreo de Caza N.º 13                                    | El Grupo Aéreo de Caza “Simón Bolívar” N.º 13, es responsable de cumplir las misiones de combate que asigne la superioridad en situaciones de conflicto en apoyo al cumplimiento de la misión y de impartir los cursos de calificación en el sistema a los pilotos recién asignados a la unidad, también tiene como misión principal ejecutar operaciones aéreas de combate aire-aire ofensivas y defensivas. Cumple misiones de vuelo especializadas en operaciones aire-superficie y realiza las labores de mantenimiento de vital importancia que permiten mantener este sistema de armas en el aire.                              |
|        | Grupo de Entrenamiento Aéreo N.º 14                           | El Grupo de Entrenamiento Aéreo N.º 14, en su estructura organizacional está conformado por Escuadrones de Vuelo y Escuadrón de Mantenimiento, los cuales cumplen funciones específicas en diversas especialidades, así como asesorar al comando en las necesidades logísticas y operacionales de la unidad, nuestra misión principal es formar al personal militar como piloto aviador militar y entrenar al personal de pilotos instructores para realizar operaciones aéreas en apoyo a los planes de empleo de la Aviación Militar Bolivariana.                                                                                   |
|        | Grupo Aéreo de Operaciones Especiales N.º 15                  | A comienzos de la década del setenta se efectúan los estudios para cubrir la necesidad de un avión apropiado para las operaciones, tomando en consideración la experiencia que se conocía con este avión, el cual había sido utilizado como controlador aéreo avanzado dirigiendo los aviones de ataque hacía el objetivo marcando los blancos y cumpliendo misiones de apoyo aéreo directo. |
|        | Grupo Aéreo de Caza N.º 16                                    | Unidad que está en constante participación en los planes de desarrollo de la nación, apoyando continuamente a las diferentes misiones planificadas por el Ejecutivo Nacional. Su lema es: "Protectores y Vengadores" |
|        | Grupo Aéreo de Operaciones Especiales N.º 17                  | El Grupo Aéreo de Operaciones Especiales N.º 17, cumple activamente con el apoyo a las comunidades indígenas, con los planes establecidos por el Comando General de la Aviación, asimismo contribuye en el cumplimiento de los planes estratégicos formulados por la Región Estratégica de Defensa Integral Guayana, y también apoya las actividades del ejecutivo nacional y regional. El ave icono de esta unidad de combate es el águila harpía. |
|        | Grupo de Entrenamiento Aéreo N.º 18                           | Este grupo de entrenamiento fue creado por resolución de Gaceta Oficial Nro. 40.408 de fecha 9 de mayo de 2014. Tiene como objetivo, formar a los futuros pilotos de ala fija, ya sea de aviones caza, transporte o no tripulados de la Aviación Militar y del resto de los componentes de la Fuerza Armada Nacional. |
|        | Grupo de Entrenamiento Aéreo N.º 19                           | Este grupo de entrenamiento nace de la necesidad de poseer una unidad propia para la formación de pilotos de helicópteros de la Aviación Militar, es por ello que nace por resolución de Gaceta Oficial Nro. 40.408 del 19 de mayo de 2014, conformando así el Centro de Entrenamiento Aéreo, junto a los Grupos Aéreo N.º 7,14 y 18. De esta manera se fortalece la formación de los futuros pilotos de helicópteros con esta unidad, donde además también se formas pilotos de los componentes Ejército, Armada y Guardia Nacional.                                                                                                 |
|        | Grupo de Fuerzas Especiales N.º 20                            | Este grupo nace con la necesidad de realizar Operaciones Especiales Aeroterrestres, tales como: búsqueda y rescate en combate (CSAR), acción directa, designación de blancos en tierra, guía terminal en apoyo aéreo cercano, entre otras, en el cumplimiento de las misiones emanadas del Comando General de la Aviación Militar Bolivariana y el máximo órgano planificador de las operaciones de las operaciones conjuntas, combinadas y específicas como lo es el Comando Estratégico Operacional. Esta insigne Unidad Élite se creó en el 2016 y en la actualidad forma parte integral de las Fuerzas de Acción Especial (FAES). |

### Zonas aéreas
| Zona aérea | Nombre                                                                                    | Jurisdicción                                                           | Escuadrón | Unidades |
| ---------- | ----------------------------------------------------------------------------------------- | ---------------------------------------------------------------------- | --- | --- |
| I          | Cuartel General: Base Aérea General en Jefe Rafael Urdaneta (Maracaibo, estado Zulia)     | Zulia · Táchira · Mérida · Trujillo · Apure (municipio Páez)           | - Grupo Aéreo de Operaciones Especiales N.º 15: - Escuadrón de Operaciones Especiales N.º 151 - Escuadrón de Operaciones Especiales N.º 152 - Escuadrón de Entrenamiento Simulado N.º 153 - Escuadrón de Mantenimiento N.º 157 | - Hongdu K-8W Karakorum - Beechcraft A-65 Queen Air - Beechcraft BE-80 Queen Air                               |
| II         | Cuartel General: Base Aérea Teniente Vicente Landaeta Gil (Barquisimeto, estado Lara)     | Lara · Falcón · Yaracuy · Portuguesa · Barinas · Cojedes               | - Grupo Aéreo de Caza N.º 12: - Escuadrón de Caza N.º 35 - Escuadrón de Caza N.º 36 - Escuadrón de Mantenimiento N.º 127 | - Hongdu K-8W Karakorum                                                                                        |
| III        | Cuartel General: Base Aérea El Libertador (Palo Negro, estado Aragua)                     | Aragua · Carabobo · Guárico · Apure                                    | - Grupo Aéreo de Transporte N.º 6: - Escuadrón de Transporte N.º T-1 - Escuadrón de Transporte N.º T-2 - Escuadrón de Mantenimiento N.º 67                                                                                     | - Lockheed C-130H Hercules - Shaanxi Y-8-F200W - Short 360-300                                                 |
| III        | Cuartel General: Base Aérea El Libertador (Palo Negro, estado Aragua)                     | Aragua · Carabobo · Guárico · Apure                                    | - Grupo Aéreo de Inteligencia Vigilancia y Reconocimiento N.º 8: - Escuadrón de Vuelo N.º 81 - Escuadrón de Inteligencia de Señales N.º 82 - Escuadrón de Vuelo No Tripulado N.º 83 - Escuadrón de Mantenimiento N.º 87        | - Falcon 20C Prometeo - Fairchild C-26B Metro EW - UAV CAVIM-Arpía                                             |
| III        | Cuartel General: Base Aérea El Libertador (Palo Negro, estado Aragua)                     | Aragua · Carabobo · Guárico · Apure                                    | - Grupo Aéreo de Operaciones Especiales N.º 10: - Escuadrón de Operaciones Especiales N.º 101 - Escuadrón de Operaciones Especiales N.º 102 - Escuadrón de Búsqueda y Rescate N.º 104 - Escuadrón de Mantenimiento N.º 107     | - Eurocopter AS 332B Super Puma - Eurocopter AS.532AC Cougar                                                   |
| III        | Cuartel General: Base Aérea El Libertador (Palo Negro, estado Aragua)                     | Aragua · Carabobo · Guárico · Apure                                    | - Grupo Aéreo de Caza N.º 11: - Escuadrón de Caza N.º 33 - Escuadrón de Caza N.º 34 - Escuadrón de Mantenimiento N.º 117 | - Sukhoi Su-30MK2                                                                                              |
| III        | Cuartel General: Base Aérea El Libertador (Palo Negro, estado Aragua)                     | Aragua · Carabobo · Guárico · Apure                                    | - Grupo de Entrenamiento Aéreo N.º 14: - Escuadrón de Entrenamiento Primario N.º 141 - Escuadrón de Entrenamiento Básico N.º 142 - Escuadrón de Entrenamiento Táctico N.º 143 - Escuadrón de Mantenimiento N.º 147             | - Aermacchi F-260EV - Embraer AT-27 Tucano - Embraer T-27 Tucano                                               |
| III        | Cuartel General: Base Aérea El Libertador (Palo Negro, estado Aragua)                     | Aragua · Carabobo · Guárico · Apure                                    | - Grupo Aéreo de Caza N.º 16: - Escuadrón de Caza N.º 161 - Escuadrón de Caza N.º 162 - Escuadrón de Mantenimiento N.º 167 | - Lockheed Martin F-16A Fighting Falcon - Lockheed Martin F-16B Fighting Falcon                                |
| III        | Cuartel General: Base Aérea El Libertador (Palo Negro, estado Aragua)                     | Aragua · Carabobo · Guárico · Apure                                    | - Grupo de Entrenamiento Aéreo N.º 18: - Escuadrón Primario N.º 181 - Escuadrón Básico N.º 182 - Escuadrón de Mantenimiento N.º 187                                                                                            | - Diamond DA-40NG - Diamond DA-42VI                                                                            |
| III        | Cuartel General: Base Aérea El Libertador (Palo Negro, estado Aragua)                     | Aragua · Carabobo · Guárico · Apure                                    | - Grupo de Entrenamiento Aéreo N.º 19: - Escuadrón Primario N.º 191 - Escuadrón Básico N.º 192 - Escuadrón de Mantenimiento N.º 197                                                                                            | - Enstrom 480B                                                                                                 |
| IV         | Cuartel General: Base Aérea Teniente Luis del Valle García (Barcelona, estado Anzoátegui) | Anzoátegui · Monagas · Sucre · Bolívar · Nueva Esparta · Delta Amacuro | - Grupo Aéreo de Caza N.º 13: - Escuadrón de Caza N.º 131 - Escuadrón de Caza N.º 132 - Escuadrón de Caza N.º 133 - Escuadrón de Mantenimiento N.º 137                                                                         | - Sukhoi Su-30MK2                                                                                              |
| IV         | Cuartel General: Base Aérea Teniente Luis del Valle García (Barcelona, estado Anzoátegui) | Anzoátegui · Monagas · Sucre · Bolívar · Nueva Esparta · Delta Amacuro | - Grupo Aéreo de Operaciones Especiales N.º 17: - Escuadrón de Operaciones Especiales N.º 171 - Escuadrón de Mantenimiento N.º 177                                                                                             | - Mi-17V5 |
| V          | Cuartel General: Base Aérea Generalísimo Francisco de Miranda (Caracas, Distrito Capital) | Distrito Capital Miranda La Guaira Amazonas                            | - Grupo Aéreo Presidencial N.º 4: - Escuadrón de Vuelo N.º 41 - Escuadrón de Vuelo N.º 42 - Escuadrón de Mantenimiento N.º 47                                                                                                  | - Airbus A319CJ - Embraer Lineage 1000 - Boeing 737-200 - Falcon 900EX - Eurocopter AS-352UL Cougar - Mi-17VIP |
| V          | Cuartel General: Base Aérea Generalísimo Francisco de Miranda (Caracas, Distrito Capital) | Distrito Capital Miranda La Guaira Amazonas                            | - Grupo Aéreo de Transporte Administrativo N.º 5: - Escuadrón de Vuelo N.º 51 - Escuadrón de Vuelo N.º 52 - Escuadrón de Mantenimiento N.º 57                                                                                  | - Cessna 500 Citation I - Cessna 550 Citation II - Beechcraft Be-200 Super King Air                            |
| V          | Cuartel General: Base Aérea Generalísimo Francisco de Miranda (Caracas, Distrito Capital) | Distrito Capital Miranda La Guaira Amazonas                            | - Grupo Aéreo de Transporte N.º 9: - Escuadrón de Transporte N.º 91 - Escuadrón de Transporte N.º 92 - Escuadrón de Transporte N.º 93 - Escuadrón de Mantenimiento N.º 97                                                      | - Dornier Do-228NG - Cessna 208B Grand Caravan - Cessna T206H Stationair                                       |

### Listado de Bases Aéreas adscritas

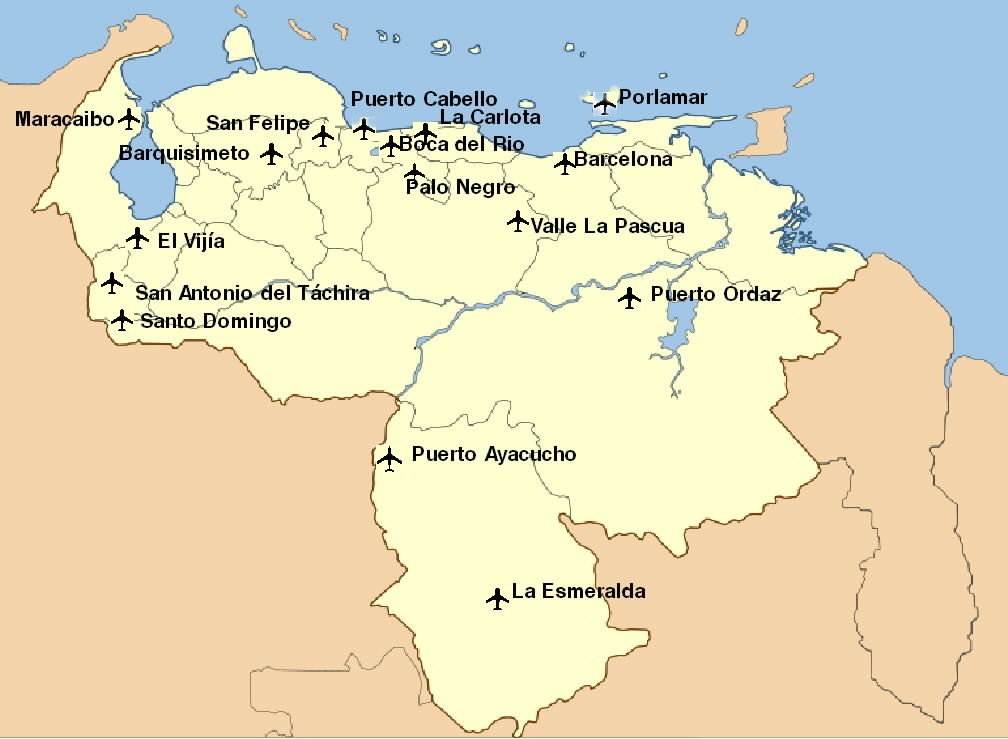
Localización de las bases aéreas en Venezuela.

Entre el periodo de los sesenta hasta la actualidad, la Aviación Militar comienza su proceso de desconcentración y descentralización de sus medios operacionales. De esta manera, se activan las Bases Aéreas Tte. Landaeta Gil en Barquisimeto (1964), Tte. Luis del Valle García en Barcelona (1965), Generalísimo Francisco de Miranda en Caracas (1966), General Rafael Urdaneta en Maracaibo (1971), Mayor Buenaventura Vivas Guerrero en Santo Domingo (1972), Tte. Manuel Ríos en Carrizales (1973), Tcnel. Teófilo Luis Méndez en Ciudad Guayana (1979) y el general José Antonio Páez en Puerto Ayacucho (1980), que sirven de soporte logístico-operacional a los sistemas de armas que proporcionan la vigilancia aérea del espacio territorial y marítimo de la República.
La Comandancia General de la Aviación , ubicó su sede en la Base Aérea Generalísimo Francisco de Miranda, el 5 de diciembre de 1970, ubicación que tiene en la actualidad.
- Base Aérea El Libertador, Palo Negro, Aragua (BAEL).
- Base Aérea Táctica Avanzada, Orinoco, Amazonas (BATAOR).
- Base Aérea General en Jefe José Antonio Páez, Puerto Ayacucho, Amazonas. (BAPAEZ).
- Base Aérea teniente Luis del Valle García, Barcelona, Anzoátegui. (BAVALLE).
- Base Aérea Generalísimo Francisco de Miranda, Caracas, Distrito Capital. (BAGFM).
- Base Aérea Mariscal Sucre. Boca de Río, Maracay, Aragua. (BASUCRE).
- Base Aérea Teniente Coronel Teófilo Luis Méndez. Ciudad Guayana, Bolívar. (BAMENDEZ).
- Base Aero-Espacial Capitán Manuel Ríos. El Sombrero, Guárico. (BAEMARI).
- Base Aérea Teniente Vicente Landaeta Gil. Barquisimeto, Lara. (BALANDA).
- Base Aérea Táctica Avanzada Luisa Cáceres de Arismendi. Porlamar, Nueva Esparta (BACACERES).
- Base Aérea Táctica Avanzada El Vigía. El Vigía, Mérida. (BATAVI)
- Base Aérea Mayor Buenaventura Vivas Guerrero, Santo Domingo, Táchira. (BAVIVAS).
- Base Aérea General en Jefe Rafael Urdaneta. Maracaibo, Zulia. (BARU).

### Base Logística
- Base Aérea Logística Aragua, "Cuna y Nacimiento de la Aviación Venezolana". Maracay, Aragua. (BARAGUA).

### Otras dependencias
- Museo Aeronáutico de Maracay, Aragua (MUSEAVIA).
- Servicio de Meteorología de la Aviación, Aragua (SEMETAVIA).

## Formación
Los oficiales de comando, de tropa, técnicos y médicos cirujanos militares pertenecientes a la AMB, egresan de las diferentes academias de la Universidad Militar Bolivariana de Venezuela: Academia Militar de la Aviación Bolivariana, Academia Militar de Oficiales de Tropa C/J Hugo Rafael Chávez Frías, Academia Técnica Militar Bolivariana y la Academia Militar de Medicina, mientras que los sargentos egresan de las escuelas de formación.

## Grados jerárquicos

### Tropa Alistada
| Tropas Alistadas           | Tropas Alistadas       | Tropas Alistadas | Tropas Alistadas | Tropas Alistadas |
| Rango                      | Aviador Raso           | Distinguido      | Cabo Segundo     | Cabo Primero     |
| Abreviación                | A                      | D                | C2               | C1               |
| -------------------------- | ---------------------- | ---------------- | ---------------- | ---------------- |
| Insignia y parche patriota | Sin Insignia ni parche |                  |                  |                  |

### Tropa Profesional
| Rango                                           | Sargento Supervisor | Sargento Ayudante | Sargento Mayor de 1.ª | Sargento Mayor de 2.ª |
| Abreviación                                     | SS                  | SA                | SM1                   | SM2                   |
| ----------------------------------------------- | ------------------- | ----------------- | --------------------- | --------------------- |
| Parche patriota, capona intercuartel y hombrera |                     |                   |                       |                       |

| Rango                                           | Sargento Mayor de 3.ª | Sargento Primero | Sargento Segundo |
| Abreviación                                     | SM3                   | S/1              | S/2              |
| ----------------------------------------------- | --------------------- | ---------------- | ---------------- |
| Parche patriota, capona intercuartel y hombrera |                       |                  |                  |

### Oficiales
| Escala                                          | Oficiales Generales | Oficiales Generales | Oficiales Generales | Oficiales Generales |
| Rango                                           | General en Jefe     | Mayor General       | General de División | General de Brigada  |
| Abreviación                                     | G/J                 | M/G                 | G/D                 | G/B                 |
| ----------------------------------------------- | ------------------- | ------------------- | ------------------- | ------------------- |
| Parche patriota, capona intercuartel y hombrera |                     |                     |                     |                     |

| Escala      | Oficiales Superiores | Oficiales Superiores | Oficiales Superiores | Oficiales Subalternos | Oficiales Subalternos | Oficiales Subalternos |
| Rango       | Coronel              | Teniente coronel     | Mayor                | Capitán               | Primer teniente       | Teniente              |
| Abreviación | Cnel                 | TCnel                | May                  | Cap                   | Ptte                  | Tte                   |
| ----------- | -------------------- | -------------------- | -------------------- | --------------------- | --------------------- | --------------------- |
| Presilla    |                      |                      |                      |                       |                       |                       |